# هاینز رایسنهابر
هاینز رایسنهابر (انگلیسی: Heinz Riesenhuber؛ زادهٔ ۱ دسامبر ۱۹۳۵) یک سیاست‌مدار، و شیمی‌دان اهل آلمان است.